# Shaun the Sheep Movie
Shaun the Sheep Movie (La oveja Shaun: la película en España, y Shaun, el cordero: la película en Hispanoamérica) es una película producida por Aardman Animations y HIT Entertainment. Fue financiada por Universal Pictures en asociación con Lionsgate (para Estados Unidos). Está basada en la serie de televisión Shaun the Sheep. Mark Burton y Richard Starzak escribieron y dirigieron la película, muestras que Ilan Eshkeri estuvo a cargo de la composición musical; Justin Fletcher, John Sparkes y Omid Djalili la protagonizan. La película se estrenó el 24 de enero de 2015 en el Festival de cine de Sundance, y llegó a los cines del Reino Unido el 6 de febrero de 2015. Meses después, debutó en las salas de Estados Unidos el 5 de junio de 2015.
La película fue bien recibida por la crítica; así lo refleja la calificación de 99% que alcanzó en el sitio web especializado Rotten Tomatoes. Además, en la revista Rolling Stone fue clasificada como «una ganadora de clase mundial». Asimismo, fue un éxito en taquilla, al recaudar mundialmente más de 106 000 000 USD con un presupuesto de solo 25 000 000 USD.
La película fue nominada al premio de la Academia a la mejor película de animación, a un Globo de oro, a un Premio BAFTA, a un Premio Satélite y a cinco premios Annie (entre los que se incluyen mejor dirección, mejor guion y mejor película animada).

## Argumento
La película comienza con unos recuerdos de la infancia grabados por El Granjero con sus animales, Shaun, Bitzer y El Rebaño de jóvenes. Se muestran disfrutando en la granja, jugando con El Granjero, y terminan sacándose una foto juntos. Unos años después, en la granja, Shaun, El Granjero, Bitzer y El Rebaño ya crecieron, y sus vidas se ponen muy duras por la tarea rutinaria. Un día, Shaun ve un autobús con la imagen de "Tómese un día libre", y a Shaun se le ocurre un plan. Con la ayuda del Rebaño, Shaun contrata a un pato para distraer a Bitzer, mientras que él y las ovejas usan la técnica de contar ovejas con El Granjero y éste se duerme. El plan logra funcionar y al Granjero lo dejan en una vieja caravana. Shaun y El Rebaño entran a la casa del Granjero para celebrar, pero después son interrumpidos por Bitzer, quien descubrió el plan de Shaun. Shaun, Bitzer y El Rebaño llegan a la caravana donde dejaron al Granjero, pero la caravana comienza a moverse alejándose de la granja y yendo hacia La Gran Ciudad. Bitzer detiene a Shaun y al Rebaño dándoles la orden de que se queden en la granja mientras que él va en busca del Granjero.
Bitzer corre hacia la caravana, pero no logra agarrarla. El Granjero despierta confundido y al salir, recibe un golpe en la cabeza. Es llevado al hospital y diagnosticado de amnesia. El Granjero sale del hospital llevándose la notificación del hospital en la que dice que tiene amnesia. Al salir, entra en una peluquería estilista donde corta el pelo de una celebridad usando sus recuerdos de esquilador. A la celebridad le gusta su corte y se lo agradece al Granjero. El Granjero consigue así trabajo en la barbería y se vuelve famoso.
Mientras tanto en la granja, Shaun y El Rebaño descubren que la vida en la granja es imposible sin su dueño por lo cual Shaun decide ir a buscarlo a la ciudad dejando al Rebaño en la granja, para luego descubrir que El Rebaño le estaba siguiendo. Shaun y El Rebaño entran a una tienda de ropa para vestirse como humanos y esconderse de Trumper, un trabajador de La Contención de Animales que no deja que ningún animal se escape. Logran escabullirse de Trumper y empiezan a buscar a su dueño, pero siempre se confunden con otras personas u objetos. Después, Shaun y El Rebaño quedan en un restaurante para comer y Shaun sugiere que se comporten como humanos, pero El Rebaño llama la atención de los demás avergonzando a Shaun. Shaun ve a Timmy en una sección de Tortas y lo agarra inmediatamente, pero su traje comienza a deshacerse y es visto por todos lo cual genera un caos en el restaurante y es capturado por Trumper que se lo lleva a La Contención de Animales.
Shaun entra a La perrera (que es como una cárcel para animales) donde se encuentra con Bitzer (quien no está feliz de verlo) y conoce a Slip, una perra lobo. El Rebaño idea un plan para liberar a Shaun pero son vistos por las cámaras de seguridad de La Contención de Animales. Shaun rápidamente diseña un plan: dibuja un hoyo grande en la pared para engañar a Trumper y lo encierran logrando así escapar. Shaun y los demás llegan a la peluquería donde Shaun entra a ver al Granjero. Pero El Granjero no lo reconoce y le obliga a marcharse, dejando a Shaun con el corazón roto y con la idea de que fallaron en su misión.
Slip invita a quedarse a Shaun y a los demás en su casa aunque no parezcan felices. Shaun y El Rebaño deciden animar a Timmy cantando la canción de "Feels Like Summer" (una canción de la infancia de Shaun y El Rebaño). Desde la peluquería el Granjero escucha la canción y la recuerda pero al ver su notificación la tira creyendo que ser estilista es lo único que puede hacer. Shaun encuentra la notificación y al entender que el Granjero sufre amnesia, idea un plan para llevarse al Granjero y regresar a la granja. Éste consiste en hacer dormir a todos (incluyendo al Granjero), crear un caballo falso y llegar a la caravana. Para moverla, usan un autobús con una soga pero son perseguidos por Trumper, que se liberó de la cárcel y sigue persiguiendo a los animales incansablemente.
Los animales llegan a La Granja con El Granjero dormido y ven a Trumper acercándose. Asustados, se esconden en un cobertizo donde Trumper los encuentra y los lleva hacia una cantera de roca con un tractor. Con miedo, abrazan al Granjero ya despierto que recupera su memoria y el amor a sus animales. Al reaccionar ante lo que sucede, sale del cobertizo para luchar, pero casi cae y es salvado por Bitzer. Shaun sale del cobertizo y lucha contra Trumper logrando detener el tractor y salvando a todos, pero Trumper lo atrapa y trata de despeñarlo por la cantera. Por fortuna, El Granjero lo salva y lo abraza demostrando su afecto por él. Trumper, sorprendido y con miedo, trata de escapar pero Slip lo impide mordiéndole el pie. El Granjero se enfurece con Trumper por sus acciones y Trumper trata de razonar con El Granjero por su malentendido. Mientras por detrás, un toro empuja a Trumper por sus pantalones rotos donde se muestran su calzones rojos, volando la cantera y cae en una pila de estiércol. Con Trumper derrotado, El Granjero y Los animales están felices de estar reunidos de nuevo. Slip se va de la granja dejándole una nota a Shaun, pero es adoptada por una conductora de autobuses y Shaun se despide alegremente de ella.
A la mañana siguiente, Bitzer cancela la tarea rutinaria y con El Granjero y los demás se toman el día libre. Slip consigue una casa (y bracets) con su dueña. La Contención de Animales se vuelve El Centro de Protección de Animales y Trumper es despedido de su puesto pero consigue trabajo en el restaurante de nuggets como la mascota del restaurante.
Después de los primeros créditos, El Granjero y Los Animales se sorprenden al ver al Granjero en la noticias por su desaparición como estilista. Luego, un gallo llega con un cartel diciendo "Fin" pero los créditos lo terminan tapando.
Después de los créditos, El Gallo se va con otro cartel diciendo "A Casa" y después aparece una oveja aspirando el suelo con una aspiradora.

## Reparto
- Justin Fletcher como Shaun es el personaje principal y quien da título al filme. Una oveja que vive como líder del rebaño y quien organiza las ideas. Shaun quiere tener un día libre, Y por sus travesuras hacen que lo obliguen a ir a buscar al Granjero en la Gran Ciudad.
  - Fletcher también interpreta Timmy. Una ovejita pequeña que admira a Shaun y está dispuesto a ayudarlo en cualquier cosa.
- John Sparkes como Bitzer. Un perro pastor que sigue las reglas del Granjero.
  - Sparkes también hace la voz de El Granjero. Un hombre británico que se dedica a hacer las tareas rutinarias. Cuando Shaun y El Rebaño lo dejan dormido en una caravana y este termina perdido y con amnesia en La Gran Ciudad convirtiéndose en un famoso estilista conocido como Mr X.
- Omid Djalili como Trumper, El villano de la película. Un trabajador de la Contención de animales. Obsesionado con capturar (y matar) a Shaun y al Rebaño.
- Kate Harbour como Mama de Timmy. Una oveja con su único hijo y que está dispuesta a ayudar a Shaun a buscar al Granjero.
  - Harbour hace también de Merly. Una trabajadora de la tienda de estilistas donde el Granjero trabajaba cuando perdió la memoria
- Richard Webber como Shirley. Una oveja muy gorda con siempre ansias de comer...y ayudar a Shaun
- Tim Hands como Slip. Una perra lobo que nunca tuvo dueño y se hace amiga de Shaun y lo ayuda a encontrar al Granjero. Termina siendo adoptada por una conductora de autobuses
- Simon Greenall como Los Mellizos. 2 ovejas que siempre están unidas en ayudar a Shaun y al Rebaño.
- Emma Tate como Hazel. Una oveja que esta ayuda a Shaun y al Rebaño a encontrar al Granjero
- Andy Nyman como Nuts. Una oveja con ojos raros y que está dispuesto a ayuda a Shaun y al Rebaño.
- Nia Medi James como Hombre en operación. Un hombre que le tienen que hacer una cirugía de estómago en la cual Bitzer entra por accidente.
- Henry Burton como Doctor. El doctor del hospital que visita al Granjero después de perder la memoria.
  - Burton también hace de Visitante de la retención de control animal.
- Sophie Laughton como Visitante de la Retención de control animal.
- Sean Connolly como Maitre.
  - Connolly también hace de Jugador de golf, Estilistas, Caballo Panto enojado y Personajes del hospital.
- Stanley Unwin como Anunciador de la estación de autobuses.
  - También hace de Anunciador del Hospital.
- Dhimant Vyas como Consultador del Hospital.
- Jack Paulson como Hombre famoso con problemas de cabello. Un hombre que estaba en el desastre de un restaurante y es cortado el pelo por el Granjero.
- Nick Park como El mismo. Park hace de un hombre que ve a 2 aves besándose hasta que la caravana le quita su carpa y es atacado por las 2 aves.

## Producción

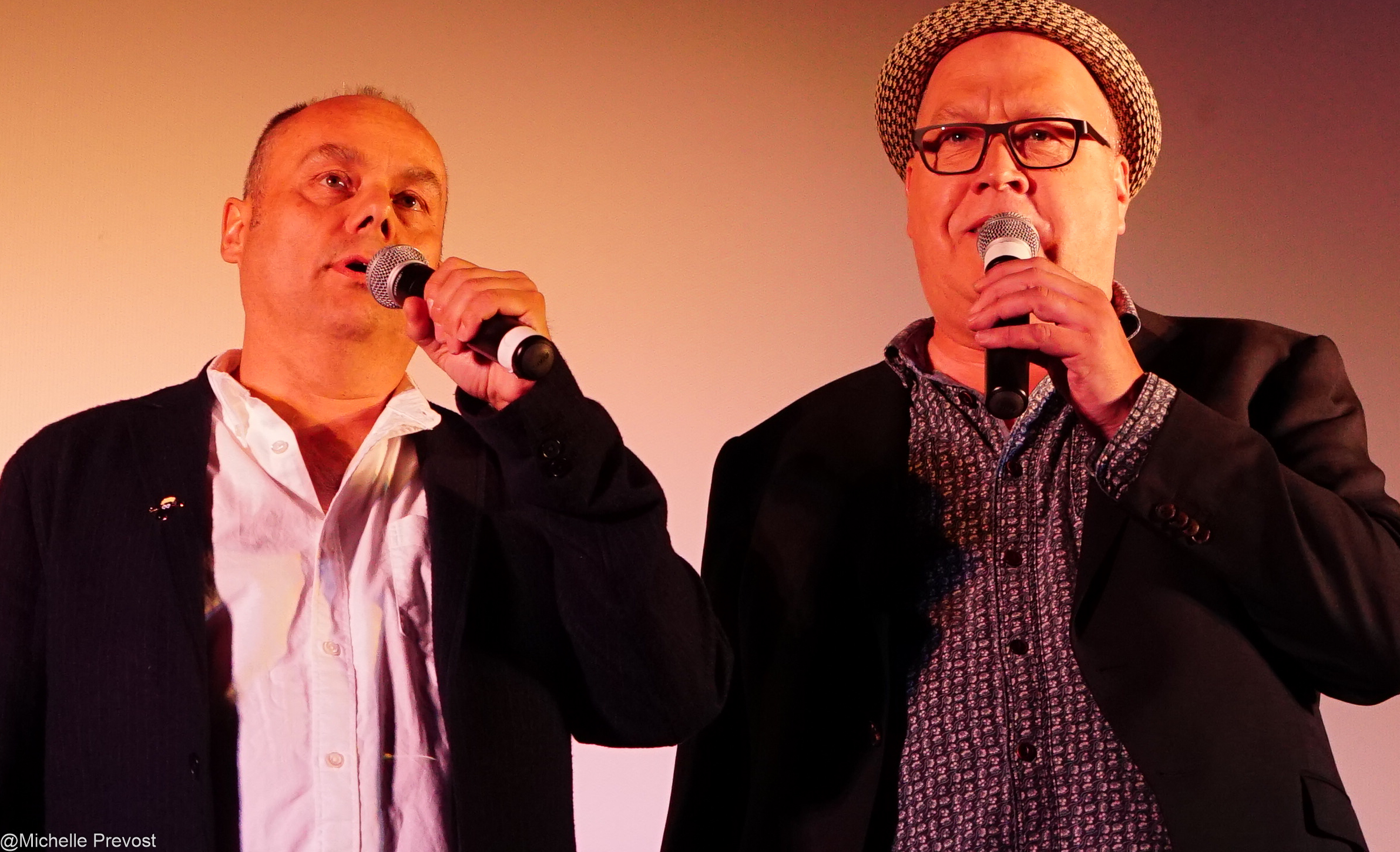
Mark Burton y Richard Starzak, directores y guionistas de la película, en la Sociedad de Películas de San Francisco

En enero de 2011, BBC informó que Aardman había empezado a desarrollar una película de La oveja Shaun, para ser lanzada en 2013 o 2014. En abril de 2013, se anunció que la película, escrita y dirigida por Richard Starzak y Mark Burton, sería financiada y distribuida por StudioCanal. El 24 de septiembre de 2013, se anunció que la película sería estrenada el 20 de marzo de 2015, pero fue cambiada al 6 de febrero de 2015. La filmación empezó el 30 de enero de 2014.

## Música
Ilan Eshkeri compuso la música para la película. El título de la canción "Feels Like Summer", fue una colaboración entre Tim Wheeler (de la banda de rock Ash), y el compositor Ilan Eshkeri y el ex - Kaiser Chiefs, Nick Hodgson. La banda sonora fue lanzado en el Reino Unido digitalmente el 1 de junio de 2015 y en CD en 29 de junio de 2015.

| N.º   | Título | Duración |  |
| 1.    | «"Feels Like Summer"» (interpretada por Tim Wheeler)                                                                      | 3:00     |  |
| 2.    | «"Humdrum Day"» | 2:31     |  |
| 3.    | «"Shaun's Plan"» | 2:01     |  |
| 4.    | «"You're Mine"» (interpretada por Chad Hobson y Lucille Findlay)                                                          | 3:40     |  |
| 5.    | «"Shaun's Farm House Party"»                                                                                              | 1:18     |  |
| 6.    | «"Runaway Caravan"» | 3:19     |  |
| 7.    | «"Anarchy on the Farm"»                                                                                                   | 1:17     |  |
| 8.    | «"Shaun's Mission"» | 1:23     |  |
| 9.    | «"Doctor Bitzer"» | 2:09     |  |
| 10.   | «"Trumper"» | 1:33     |  |
| 11.   | «"Big City"» (interpretada por Eliza Doolittle)                                                                           | 3:19     |  |
| 12.   | «"Le Chou Brulé"» (compuesta por Sally Heath)                                                                             | 0:54     |  |
| 13.   | «"Gaol House Blues"» | 1:12     |  |
| 14.   | «"Beauty Parade"» | 1:50     |  |
| 15.   | «"Gaol Break"» | 2:53     |  |
| 16.   | «"Finding the Farmer"» | 2:41     |  |
| 17.   | «"Building the Horse"» | 2:04     |  |
| 18.   | «"Feels Like Summer"» (interpretada por The Baa Baa Shop Quintet)                                                         | 1:44     |  |
| 19.   | «"Trumper on the Scent"»                                                                                                  | 1:01     |  |
| 20.   | «"Got to Sleep Counting Sheep"»                                                                                           | 1:44     |  |
| 21.   | «"Panto Horse Chase"» | 1:44     |  |
| 22.   | «"Caravan Ride Home"» | 1:34     |  |
| 23.   | «"Showdown at the Quarry"»                                                                                                | 4:34     |  |
| 24.   | «"Goodbye Slip"» | 1:00     |  |
| 25.   | «"Feels Like Summer - (Instrumental)"» (compuesta por Tim Wheeler)                                                        | 1:50     |  |
| 26.   | «"Life's a Treat (Shaun the Sheep Theme) - (Rizzle Kicks mix)"» (interpretada por Mark Thomas, Vic Reeves y Rizzle Kicks) | 2:41     |  |
| 54:45 | |          |  |

## Crítica
Shaun The Sheep Movie ha tenido críticas muy positivas, por ejemplo, en la página de Rotten Tomatoes tiene una valoración de 99% con 152 votos diciendo: «Cálida,divertida y brillantemente animada, Shaun The Sheep es otra joya del stop motion en la corona de animación familiar de Aardman». En Metacritic, la película recibió un puntaje de 81/100 basado en 30 críticas indicando como "Aclamación Universal".  En CinemaScore, los miembros del público tienen a la película una calificación promedio de "B+" en una escala de A+ a F. Lou Lumenick del New York Post dio a la película tres de cuatro estrellas, diciendo, "Shaun The Sheep Movie puede ser menos elaborada que obras de Aardman como The Curse of the Were-Rabbit, pero todavía hay mucho que disfrutar. No es frecuente que se ve un dibujo animado que hace referencia tanto como Night of the Hunter y The Silence of the Lambs".

## Premios y nominaciones
| Premio                                    | Categoría                                                                      | Ganadores y nominados              | Resultado |
| ----------------------------------------- | ------------------------------------------------------------------------------ | ---------------------------------- | --------- |
| Premios de la Academia                    | Mejor película de animación                                                    | Mark Burton y Richard Starzak      | Nominado  |
| Premios Globo de Oro                      | Mejor película animada                                                         | Mark Burton y Richard Starzak      | Nominado  |
| Premios de la Academia Británica          | Mejor película de animación                                                    | Mark Burton y Richard Starzak      | Nominado  |
| Premios de La Animación Británica         | Mejor Largometraje Animado                                                     | Mark Burton y Richard Starzak      | Ganador   |
| Premios Annie                             | Mejor dirección en una película animada                                        | Mark Burton y Richard Starzak      | Nominado  |
| Premios Annie                             | Mejor guion en una película animada                                            | Mark Burton y Richard Starzak      | Nominado  |
| Premios Annie                             | Mejor película animada                                                         | "Shaun the Sheep Movie"            | Nominado  |
| Premios Annie                             | Mejor diseño de producción en una película animada                             | Matt Perry y Gavin Lines           | Nominado  |
| Premios Annie                             | Mejor edición en una producción cinematográfica                                | Sim Evan-Jones                     | Nominado  |
| Asociación de cine de Críticos de Toronto | Mejor película animada                                                         | Mark Burton y Richard Starzak      | Ganador   |
| Nantucket Film Festival                   | Premio de audiencia a Mejor película narrada                                   | Mark Burton y Richard Starzak      | 2° lugar  |
| Golden Space Needle Award                 | Mejor película animada                                                         | Mark Burton y Richard Starzak      | 4° lugar  |
| Sociedad de Críticos de Cine en Línea     | Mejor película animada                                                         | "Shaun the Sheep Movie"            | Nominado  |
| Golden Tomato Awards                      | Mejor película del 2015: Reino Unido                                           | "Shaun the Sheep Movie"            | Ganador   |
| Golden Tomato Awards                      | Mejor película animada del 2015                                                | "Shaun the Sheep Movie"            | 2° lugar  |
| Golden Tomato Awards                      | Mejor estreno del 2015                                                         | "Shaun the Sheep Movie"            | 5° lugar  |
| Jerusalem Film Festival                   | Críticos de la Cinemateca jóvenes del Club premio para Mejor película Infantil | Mark Burton y Richard Starzak      | Nominado  |
| Premio Satellite                          | Mejor película Animada                                                         | Mark Burton y Richard Starzak      | Nominado  |
| Premios de la Crítica Cinematográfica     | Mejor película de animación                                                    | Mark Burton y Richard Starzak      | Nominado  |
| Premios de la Crítica Cinematográfica     | Premio al Logro Especial para el Premio de la Crítica del 2015                 | "Shaun the Sheep Movie"            | Ganador   |
| Hollywood Music in Media Awards           | Mejor canción en una película animada                                          | "Feels Like Summer" de Tim Wheeler | Nominado  |
| Utah Film Critics Association Awards      | Mejor película animada                                                         | "Shaun the Sheep Movie"            | 2° lugar  |